# Huia masonii
Huia masonii és una espècie de granota endèmica d'Indonèsia. Els seus hàbitats naturals són terres baixes humides forestals subtropicals o tropicals, boscs montans humits subtropicals o tropicals, i rius.
Els mascles utilitzen la comunicació d'alta freqüència per superar el soroll dels seus hàbitats fluvials que està dominat per les baixes freqüències. El segon harmònic dels seus cants és ultrasònic. Els trinats són molt diversos i poden funcionar com a signatures vocals.